# Władysław Żbikowski
Władysław Jan Żbikowski (ur. 26 czerwca 1955 w Warszawie) – polski polityk, związkowiec, poseł na Sejm II kadencji.

## Życiorys
Ukończył w 1976 warszawskie Technikum Mechaniczne przy Fabryce Samochodów Osobowych. Pracował jako mechanik, doszedł do stanowiska kierownika zmianowego zakładu tłoczni. Równolegle prowadził działalność związkową w ramach OPZZ i NSZZ Pracowników Daewoo-FSO.
W 1993 został posłem na Sejm II kadencji wybranego z listy ogólnopolskiej Sojuszu Lewicy Demokratycznej w Warszawie. Zasiadał w Komisji Przekształceń Własnościowych oraz w Komisji Systemu Gospodarczego i Przemysłu.
W 1997 bez powodzenia ubiegał się o reelekcję. W wyborach samorządowych rok później uzyskał mandat radnego Rady m.st. Warszawy, który sprawował do 2002. Kandydował z listy SLD jako przedstawiciel Ruchu Ludzi Pracy. Działał potem we władzach Centrolewicy RP, współtworzył Unię Lewicy III RP.
Zajął się działalnością gospodarczą. Był członkiem zarządu Polsko-Łotewskiej Izby Gospodarczej. Został członkiem zarządu głównego Stowarzyszenia Parlamentarzystów Polskich.
Odznaczony Srebrnym Krzyżem Zasługi (1997).